# アルベルトゥス・パリジェンシス
（マギステル・）アルベルトゥス・パリジェンシス（羅 magister Albertus Parisiensis） または パリのアルベール（仏 Albert de Paris） （活動: 1146年頃 - 1177年頃没)は、12世紀のフランスの音楽家。

カリクスティヌス写本に収められている3声のコンドゥクトゥス "Congaudeant catholici" に、この作品の作者と記されている。 
フランス南部ミディ＝ピレネー地方のジュール県に属する村エスタンプ Estampes の出身とされる。
恐らくサン・ヴィクトールのアダンの後にパリ・ノートルダム大聖堂のカントル（羅 cantor 先唱者、聖歌隊長）を務めたものと思われることから、活動時期については不明ながら、カントルとしては少なくともアダンの亡くなった1146年までに就いたものと考えられる。
亡くなった年も不明だが、1177年にノートルダム大聖堂のカントルの記録から名前が消えるので、この年か前年と推定される。
ノートルダム楽派のレオニヌスの活動時期と重なる事から、『オルガヌム大全』の作成に何らかの寄与があった可能性を残す。